# John Guedel
John Guedel est un producteur et scénariste américain né le 9 octobre 1913 à Portland, Indiana (États-Unis), décédé le 15 décembre 2001 à Los Angeles (Californie).

## Filmographie

### comme producteur
- 1950 : You Bet Your Life (série télévisée)
- 1950 : Life with Linkletter (série télévisée)
- 1952 : House Party (série télévisée)
- 1954 : Earn Your Vacation (série télévisée)
- 1954 : People Are Funny (série télévisée)
- 1958 : Anybody Can Play (série télévisée)
- 1959 : For Better or Worse (série télévisée)
- 1962 : Tell It to Groucho (série télévisée)

### comme scénariste
- 1936 : General Spanky